# Climat du Canada
| - BWk - BSk |  | - Csb - Dsb - Dsc |  | - Dwb - Dwc |  | - Cfb - Dfa - Dfb - Dfc |  | ET |

Carte des climats au Canada selon la classification de Köppen.

Le climat du Canada est principalement continental humide, mais d'autres climats sont aussi présents, comme le climat subarctique, le climat froid de steppe, le climat de toundra ou le climat océanique.

## Description et répartition
Le climat devient de plus en plus rude à partir du 50e parallèle, ce qui explique le fait que le Canada est un pays peu peuplé (en moyenne 3 habitants par kilomètre carré).
Le Canada est un pays très vaste, ce qui explique la différence de climat d'un océan à l'autre.
Les températures moyennes mensuelles en hiver peuvent descendre à −15 °C même dans la partie méridionale du pays. Les chutes de neige annuelles peuvent être très abondantes (comme une moyenne de 337 cm à Québec). 
Quant aux étés, les températures réelles peuvent grimper jusqu'à 35 °C et parfois jusqu'à 40 °C dans les Prairies canadiennes. 
L'été indien quant à lui concerne le Québec et débute mi-septembre, pour durer un mois[réf. non conforme].

### Le climat continental humide
On trouve le climat continental humide au sud-est du Canada et sur sa côte pacifique. Il est noté par le code Dfa, Dfb et plus rarement Dsb ou Dwb selon la classification de Köppen. Il est caractérisé par des étés chauds et des hivers froids. Des coups de chaleur peuvent se produire en été mais avec une humidité notable. Les précipitations sont abondantes toute l'année (700 mm à 1 000 mm), mais un peu plus à l'est. Les vents des Grands Lacs réchauffent mais ceux du nord ou de l'est refroidissent.

### Le climat des prairies
Il est appelé continental sec avec le code BSk dans la classification de Köppen. Les étés sont chauds mais les hivers très froids à cause de l'altitude. Les précipitations sont plus rares (350 mm à 400 mm au sud-ouest) car les montagnes bloquent le vent humide venant du Pacifique. Cette région subit le vent Chinook qui peut changer la température de 20 °C en hiver.

### Le climat des Rocheuses
À l'ouest et en basse altitude le climat est chaud et humide, mais il se refroidit et s'assèche progressivement avec l'altitude.

### Le climat subarctique
Le climat subarctique est noté avec le code Dfc et plus rarement Dwc et Dsc dans la classification de Köppen. On le retrouve au centre, dans le Bouclier canadien.
Les hivers sont plus froids que le climat continental humide (en moyenne de −25 °C à −30 °C en janvier) et les étés sont courts et frais (en moyenne deux mois ont une température moyenne supérieure à 10 °C avec quelques jours chauds). Les précipitations sont rares en hiver, elles ont majoritairement lieu en été, cependant en Ungava-Labrador, il y a plus de neige que le Nord-Ouest. Les glaces dérivent pendant quatre à six mois. Des blizzards peuvent parfois se produire.
Le minimum absolu s'est produit à Snag en février 1947 avec −63 °C.

### Le climat de toundra
Le climat de toundra, aussi appelé climat arctique, est le climat du Grand Nord. La classification de Köppen le classe avec le code ET. Les hivers sont très longs et très froids (à Alert Point, la température moyenne du mois de janvier est de −33 °C, la température minimale moyenne de −37 °C et le minimum absolu de −53 °C). Dans le Grand Nord, les hivers durent 10 mois. L'été est une saison peu marquée car la température moyenne du mois le plus chaud est inférieure à 10 °C (à Alert Point, la température moyenne du mois de juillet est de 4 °C). Les précipitations sont faibles sur le long de l'année (à Alert Point, les précipitations moyennes annuelles sont de 138 mm). On parle alors de sécheresse arctique.

### Le climat océanique
Le climat océanique est présent au sud-ouest dans la région de Vancouver, sur la façade pacifique. Elle est bien plus tempérée que la façade atlantique et est toujours libre de glace. Il est aussi appelé climat maritime de l'ouest du Canada et la classification de Köppen classe ce climat avec le code Cfb. Contrairement au climat continental humide, l'amplitude thermique y est faible car les étés sont frais et les hivers doux (Vancouver a une amplitude thermique de 14,9 °C). Les précipitations sont beaucoup plus fréquentes en hiver qu'en été. La végétation est très riche car l'hiver est peu marqué et l'humidité est élevée.

### Le climat maritime de l'est
Il est présent dans les îles de l'Atlantique (Nouvelle-Écosse et Terre-Neuve). L'humidité est présente toute l'année, les hivers sont doux à froids et les étés chauds et parfois frais ou froids dans le Labrador comme à Saint-Jean en Terre-Neuve avec une moyenne mensuelle de 16 °C en août). Les hivers ne sont pas si froids car ils sont atténués par les invasions occasionnelles d'air atlantique. À Saint-Jean, la température moyenne du mois de janvier est de −3 °C.
Les vents marins vont généralement d'ouest en est et adoucissent plus les côtes occidentales que les côtes orientales.

## Exemples

### Le climat de toundra
| Mois                              | jan.  | fév.  | mars  | avril | mai   | juin | jui. | août | sep. | oct.  | nov.  | déc.  | année  |
| --------------------------------- | ----- | ----- | ----- | ----- | ----- | ---- | ---- | ---- | ---- | ----- | ----- | ----- | ------ |
| Température minimale moyenne (°C) | −35,8 | −36,7 | −34,9 | −27,3 | −14,3 | −2,9 | 1,3  | −0,5 | −7,3 | −18,5 | −27,9 | −32,7 | −19,79 |
| Température maximale moyenne (°C) | −28,5 | −29,4 | −27,7 | −19,9 | −7,9  | 1,6  | 6,8  | 4,3  | −2,8 | −12,1 | −20,9 | −25,5 | −13,5  |
| Précipitations (mm)               | 3,5   | 3,2   | 4,7   | 6,2   | 8,3   | 12,7 | 23,4 | 31,5 | 22,8 | 13,1  | 5,7   | 4,6   | 140    |
| dont neige (cm)                   | 3,8   | 3,5   | 5     | 6,8   | 10    | 8,1  | 4,7  | 10,3 | 18,6 | 14,6  | 6,5   | 5,3   | 97,2   |

### Le climat subarctique
| Mois                              | jan.  | fév.  | mars | avril | mai  | juin | jui. | août | sep. | oct. | nov.  | déc.  | année |
| --------------------------------- | ----- | ----- | ---- | ----- | ---- | ---- | ---- | ---- | ---- | ---- | ----- | ----- | ----- |
| Température minimale moyenne (°C) | −30,6 | −27,9 | −21  | −9,5  | −0,6 | 5,2  | 8,8  | 6,9  | 1,7  | −4,2 | −16,5 | −27,3 | −9,58 |
| Température maximale moyenne (°C) | −19,5 | −14,4 | −5,6 | 4,6   | 13,2 | 19,3 | 22,6 | 20,7 | 12,6 | 4,2  | −7,2  | −17,1 | 2,78  |
| Précipitations (mm)               | 20,3  | 13,9  | 21,3 | 28    | 45,8 | 71,5 | 84,3 | 77,7 | 63,4 | 47,5 | 33,8  | 28,1  | 536   |
| dont neige (cm)                   | 22,5  | 15,8  | 21,6 | 23,3  | 15,9 | 2,6  | 0    | 0,2  | 3,9  | 27,2 | 35,9  | 32    | 201   |

### Le climat continental humide
| Mois                              | jan.  | fév.  | mars | avril | mai  | juin | jui. | août | sep. | oct. | nov. | déc.  |
| --------------------------------- | ----- | ----- | ---- | ----- | ---- | ---- | ---- | ---- | ---- | ---- | ---- | ----- |
| Température minimale moyenne (°C) | −16   | −13,1 | −7,3 | −0,3  | 5,7  | 10   | 12,1 | 11,1 | 5,8  | 0,3  | −8,2 | −13,9 |
| Température moyenne (°C)          | −11,7 | −8,4  | −2,6 | 5,5   | 11,7 | 15,5 | 17,5 | 16,6 | 11,3 | 5,6  | −4,1 | −9,6  |
| Température maximale moyenne (°C) | −7,3  | −3,6  | 2,1  | 11,3  | 17,6 | 21   | 22,8 | 22,1 | 16,8 | 10,9 | 0    | −5,4  |
| Précipitations (mm)               | 22,5  | 14,6  | 16,6 | 26    | 49   | 87,1 | 91,7 | 69   | 43,7 | 17,9 | 17,9 | 20,9  |

### Le climat en montagne
| Mois                              | jan.  | fév.  | mars  | avril | mai  | juin | jui. | août | sep. | oct. | nov.  | déc.  | année |
| --------------------------------- | ----- | ----- | ----- | ----- | ---- | ---- | ---- | ---- | ---- | ---- | ----- | ----- | ----- |
| Température minimale moyenne (°C) | −23,2 | −18,2 | −13,1 | −5,1  | 0,4  | 5,1  | 7,6  | 6,2  | 2,2  | −3,1 | −13,7 | −20,2 | −6,3  |
| Température moyenne (°C)          | −18,7 | −13,1 | −7,2  | 0,3   | 6,6  | 11,6 | 14   | 12,3 | 7,3  | 0,7  | −10   | −15,9 | −1    |
| Température maximale moyenne (°C) | −14,4 | −8,2  | −1,5  | 5,7   | 12,7 | 18,1 | 20,3 | 18,3 | 12,3 | 4,3  | −6,4  | −11,7 | 4,1   |
| Précipitations (mm)               | 16,9  | 11,9  | 12,1  | 8,3   | 14,4 | 31,2 | 38,5 | 39,3 | 35,2 | 23   | 18,9  | 18,9  | 268,6 |

### Le climat de prairie
| Mois                              | jan. | fév. | mars | avril | mai  | juin | jui. | août | sep. | oct. | nov. | déc. | année |
| --------------------------------- | ---- | ---- | ---- | ----- | ---- | ---- | ---- | ---- | ---- | ---- | ---- | ---- | ----- |
| Température minimale moyenne (°C) | −8,4 | −4,8 | −1,3 | 2,5   | 6,9  | 11,1 | 13,2 | 12,8 | 8,1  | 3    | −2   | −6,6 | 2,88  |
| Température maximale moyenne (°C) | −1,3 | 3,4  | 10,2 | 16,2  | 21,1 | 25,4 | 28,3 | 27,8 | 21,7 | 14   | 5,3  | 0    | 14,34 |
| Précipitations (mm)               | 26,1 | 13,8 | 9,6  | 14,8  | 21,8 | 28,6 | 27,9 | 30,2 | 27,6 | 14,4 | 22   | 32,6 | 269,4 |
| dont neige (cm)                   | 27,5 | 11,9 | 3,1  | 0,3   | 0    | 0    | 0    | 0    | 0    | 0,2  | 12,1 | 31   | 86    |

### Le climat maritime de l'est
| Mois                              | jan.  | fév.  | mars  | avril | mai   | juin | jui. | août  | sep. | oct.  | nov.  | déc.  | année |
| --------------------------------- | ----- | ----- | ----- | ----- | ----- | ---- | ---- | ----- | ---- | ----- | ----- | ----- | ----- |
| Température minimale moyenne (°C) | −7,9  | −8,7  | −6    | −2,2  | 1,3   | 5,9  | 10,5 | 11    | 7,5  | 3,4   | −0,1  | −5    | 0,81  |
| Température maximale moyenne (°C) | −0,7  | −1,4  | 1     | 4,8   | 10,3  | 15,8 | 20,2 | 19,5  | 15,6 | 10,6  | 6,2   | 1,5   | 8,62  |
| Précipitations (mm)               | 147,8 | 133,6 | 126,7 | 110,4 | 100,9 | 96,9 | 77,9 | 121,8 | 125  | 151,7 | 144,7 | 144,2 | 1 482 |
| dont neige (cm)                   | 83    | 68,8  | 54    | 26,8  | 7,8   | 1,4  | 0    | 0     | 0    | 4     | 21,5  | 54,7  | 322   |

### Le climat océanique
| Mois                                            | jan.  | fév.  | mars  | avril | mai  | juin | jui. | août | sep. | oct.  | nov.  | déc.  | année   |
| ----------------------------------------------- | ----- | ----- | ----- | ----- | ---- | ---- | ---- | ---- | ---- | ----- | ----- | ----- | ------- |
| Température minimale moyenne (°C)               | 1,4   | 1,6   | 3,4   | 5,6   | 8,8  | 11,7 | 13,7 | 13,8 | 10,8 | 7     | 3,5   | 0,8   | 6,8     |
| Température moyenne (°C)                        | 4,1   | 4,9   | 6,9   | 9,4   | 12,8 | 15,7 | 18   | 18   | 14,9 | 10,3  | 6,3   | 6     | 10,4    |
| Température maximale moyenne (°C)               | 6,9   | 8,2   | 10,3  | 13,2  | 16,7 | 19,6 | 22,2 | 22,2 | 18,9 | 13,5  | 9,2   | 6,3   |         |
| Précipitations (mm)                             | 168,4 | 104,6 | 113,9 | 88,5  | 65   | 53,8 | 35,6 | 36,7 | 50,9 | 120,8 | 188,9 | 161,9 | 1 189   |
| dont pluie (mm)                                 | 157,5 | 98,9  | 111,8 | 88,1  | 65   | 53,8 | 35,6 | 36,7 | 50,9 | 120,7 | 185,8 | 148,3 | 1 152,8 |
| dont neige (cm)                                 | 11,1  | 6,3   | 2,3   | 0,3   | 0    | 0    | 0    | 0    | 0    | 0,1   | 3,2   | 14,8  | 38,1    |
| Nombre de jours avec précipitations             | 18,4  | 14,7  | 17,5  | 14,8  | 13,2 | 11,5 | 6,3  | 6,7  | 8,3  | 15,4  | 19,9  | 18,9  | 165     |
| dont nombre de jours avec précipitations ≥ 5 mm | 9,8   | 6,5   | 7,5   | 6,4   | 4,5  | 3,4  | 2,4  | 2,4  | 3,4  | 7,5   | 11,2  | 9,5   | 74,6    |
| Humidité relative (%)                           | 81,2  | 74,5  | 70,1  | 65,4  | 63,5 | 62,2 | 61,4 | 61,8 | 67,2 | 75,6  | 79,5  | 80,9  | 70,3    |